# Jeneba Tarmoh
Jeneba Tarmoh (Estados Unidos, 27 de septiembre de 1989) es una atleta estadounidense, especialista en la prueba de 4 x 100 m, con la que llegó a ser campeona olímpica en 2012.

## Carrera deportiva
En el Mundial de Moscú 2013 gana la medalla de plata, tras las jamaicanas y por delante de las británicas.